# Hilary Swank
Hilary Ann Swank (Lincoln, 30 luglio 1974) è un'attrice e produttrice cinematografica statunitense.
Esordisce sul grande schermo nel 1992 con il film Buffy l'ammazzavampiri, ottenendo un maggiore successo grazie alla partecipazione a Karate Kid 4 nel 1994; successivamente, prende parte alla nota serie televisiva Beverly Hills 90210, in cui interpreta il ruolo di Carly Reynolds per sedici episodi (1997-1998).
Pluripremiate le sue interpretazioni del ragazzo transgender Brandon Teena nel film Boys Don't Cry (1999) e della pugile Maggie Fitzgerald nella pellicola diretta da Clint Eastwood Million Dollar Baby (2004), per cui si aggiudica complessivamente due Golden Globe, due Critics' Choice Awards e due Premi Oscar alla miglior attrice. Per Million Dollar Baby, l'attrice ha anche vinto lo Screen Actors Guild Award per la migliore attrice cinematografica.

## Biografia
Hilary Swank è nata a Lincoln nel Nebraska, figlia di Stephen Swank, ufficiale della Oregon Air National Guard e poi commesso viaggiatore, e Judy Clough; la famiglia ha anche un altro figlio, di nome Dan. Molti membri della sua famiglia provengono dalla Contea di Ringgold, nell'Iowa.
Swank parte da umili origini, particolarmente per la sua infanzia, trascorsa in un parcheggio per roulotte vicino a Lake Samish, sito a sud di Bellingham, dove si era trasferita all'età di 6 anni. La stessa attrice parla della sua infanzia come un momento di estraneità personale dal resto della società e del mondo; Swank si sentiva a suo agio solo quando leggeva un libro o vedeva un film e questa condizione fu una delle leve principali che la portarono a interessarsi al cinema e alla recitazione.
A nove anni Swank fece la sua prima vera apparizione sul palcoscenico ne Il libro della giungla, e successivamente il suo coinvolgimento nelle attività teatrali della comunità e della scuola crebbe maggiormente. Durante il periodo del liceo, frequentato presso la Sehome High School di Bellingham, fino ai sedici anni, Swank si dedicò anche al nuoto, partecipando alle Olimpiadi giovanili e ai campionati dello Stato di Washington, e alla ginnastica, esperienza che le sarebbe tornata utile nel 1994 sul set di Karate Kid 4.
Quando aveva 15 anni i suoi genitori si separarono, e lei e sua madre, che voleva incentivare il desiderio della figlia per la recitazione, decisero di trasferirsi a Los Angeles, California, dove vissero non senza qualche stento finché non ebbero abbastanza soldi per affittare un appartamento. Swank ha descritto la madre come l'ispirazione per la sua carriera di attrice e anche come una persona fondamentale per tutta la sua vita. In California Swank si iscrisse alla South Pasadena High School, sebbene in seguito abbia abbandonato gli studi, e iniziò a recitare professionalmente. Con i primi soldi guadagnati per i suoi ruoli in programmi televisivi come Evening Shade e Genitori in blue jeans la ragazza contribuì a pagare l'affitto di casa.

### Carriera

Hilary Swank nel 1998

Nel 1992 debutta al cinema nel film Buffy l'ammazzavampiri, da cui viene successivamente tratta la celeberrima serie televisiva, interpretando una delle migliori amiche della Cacciatrice.
Nel 1994 è la protagonista di Karate Kid 4, mentre nel settembre del 1997 ottenne il ruolo della madre single Carly Reynolds in Beverly Hills 90210. Inizialmente le fu detto che sarebbe stato un ruolo che avrebbe conservato per due stagioni, ma il suo personaggio fu tolto dalla serie dopo appena 16 episodi, nel gennaio 1998. In seguito, Hilary Swank dichiarò che quell'evento l'aveva assai scoraggiata: «se non sono abbastanza brava per 90210 non lo sono per nient'altro».
In realtà il licenziamento si rivelò un colpo di fortuna per la giovane attrice, dal momento che le dette la possibilità di partecipare all'audizione per il ruolo di Brandon Teena in Boys Don't Cry, che vinse. Per il film Swank dovette perdere molta massa grassa per poter recitare nelle condizioni fisiche ideali per il ruolo. La sua interpretazione in Boys Don't Cry fu reputata da molti critici come la migliore interpretazione femminile del 1999, anno in cui la pellicola venne distribuita. Infatti, poco dopo il ruolo le fece vincere sia il Golden Globe sia l'Oscar alla miglior attrice.
Nel 2004 venne diretta da Clint Eastwood in Million Dollar Baby, in cui interpreta il ruolo della pugile Maggie Fitzgerald. Il ruolo richiese a Swank di sostenere un duro allenamento, irrobustendosi di 19 libbre (circa 9 kg), per poter meglio interpretare la sportiva e forte protagonista. Il film ricevette ampi consensi da parte di critica e pubblico e l'attrice si aggiudicò il primo Screen Actors Guild Award e nuovamente il Golden Globe per la migliore attrice in un film drammatico e il Premio Oscar nella categoria di protagonista. Il successo nella notte degli Oscar inserì il suo nome accanto a quello di celebrità del passato come Vivien Leigh, Helen Hayes, Sally Field e Luise Rainer, che riuscirono a vincere l'ambita statuetta entrambe le volte in cui ricevettero la candidatura. Swank inoltre divenne la terza più giovane attrice di sempre a vincere due Oscar come miglior attrice. Sempre nel 2004 ricevette le lodi per la sua interpretazione nel film per la televisione Angeli d'acciaio, che le fruttò un'ulteriore candidatura ai Golden Globe e agli Screen Actors Guild Awards l'anno successivo.
Grazie a Million Dollar Baby, Hilary Swank venne consacrata a star mondiale e in breve tempo divenne una delle attrici più richieste e famose di Hollywood. In quegli anni dichiarò: «Non so cosa io abbia fatto nella mia vita per meritarmi tutto ciò. Sono solo una ragazza che viveva in un parcheggio e che aveva un sogno». Il 28 febbraio 2006 fu annunciato che Swank aveva firmato un contratto triennale «come musa e personaggio di riferimento per il nuovo profumo da donna della Guerlain», intitolato Insolence e lanciato nel 2006.

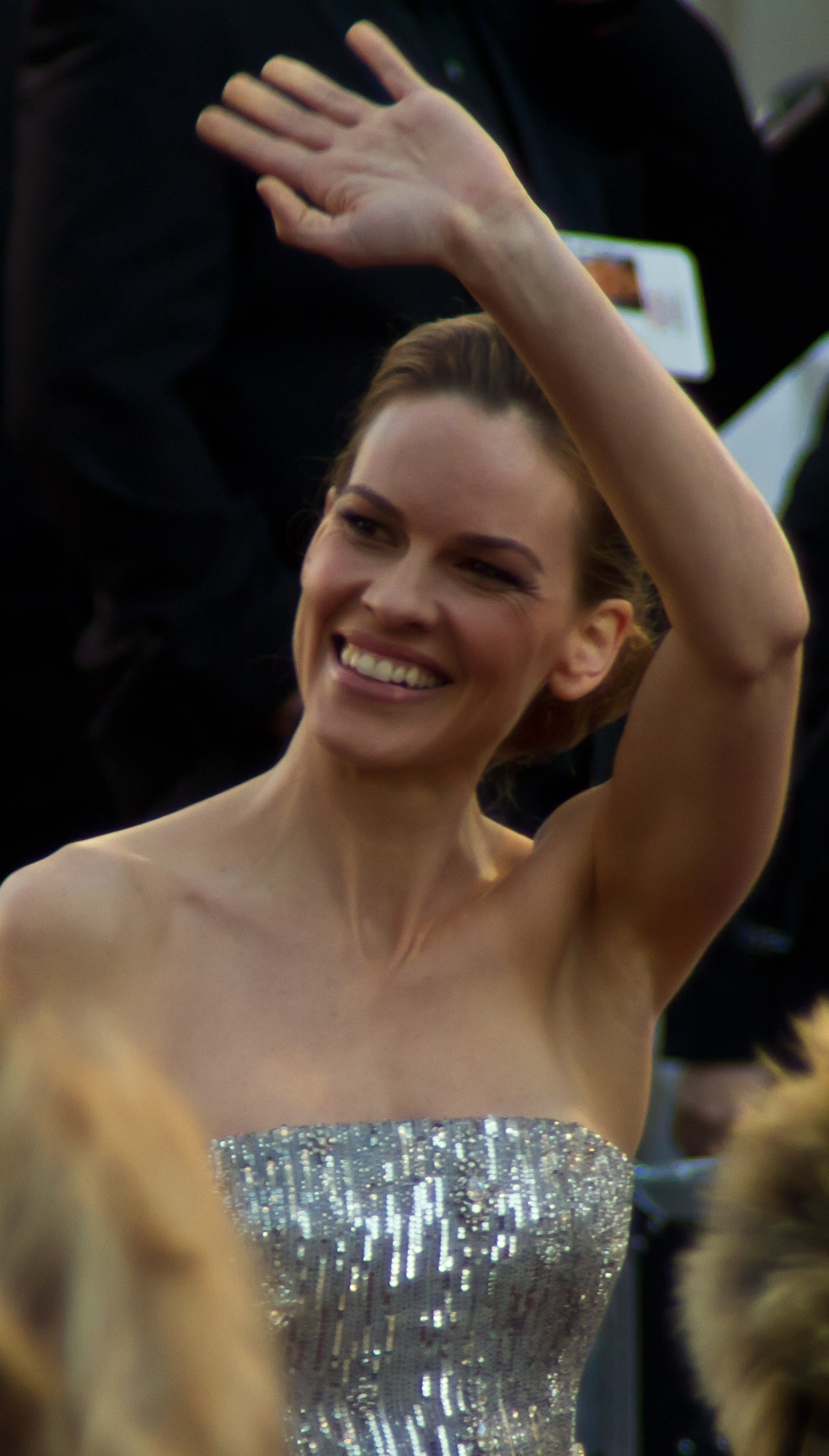
Hilary Swank ai Premi Oscar 2011

L'8 gennaio 2007 l'attrice ha ricevuto la stella numero 2325 sulla Hollywood Walk of Fame. Nel corso dello stesso anno, ha recitato in P.S. I Love You, nell'horror I segni del male e in Freedom Writers, un'opera drammatica in cui interpreta il ruolo di un'insegnante e di cui è produttore esecutivo. Nel 2010 prese parte al film Conviction, ricevendo la quarta candidatura complessiva agli Screen Actors Guild Awards e terza nella categoria di migliore attrice cinematografica. Nel 2013 ritornò in televisione dopo nove anni, recitando nel film televisivo Mary e Martha, e l'anno seguente nel film Qualcosa di buono a fianco di Emmy Rossum e Josh Duhamel.
Tra il 2017 e il 2018 recita nelle pellicole La truffa dei Logan, 55 passi e What They Had. Sempre nel 2018 ricopre il ruolo Gail Getty, madre di John Paul Getty III, nella prima stagione della serie antologica Trust. Nel 2019, viene onorata con il Leopard Club Award nell'ambito dell'annuale Locarno Film Festival; si tratta di un premio alla carriera conferito all'attrice per essere «una grande interprete, attrice e donna tenace, capace di accogliere la sfida di un copione a prescindere che sia sul set o nella realtà». Dal 2022 al 2023 è protagonista nella serie di ABC Daily Alaskan. Nel 2025 è nel cast della terza stagione di Yellowjackets.

## Vita privata
Il 28 settembre 1997 sposò l'attore Chad Lowe, conosciuto cinque anni prima sul set di Lolita - I peccati di Hollywood. Nel discorso per la premiazione per il suo primo Oscar nel 2000, Swank dimenticò di ringraziare il marito; in seguito l'attrice utilizzò quasi ogni uscita pubblica per cercare di rimediare all'errore. Nel 2005, quando le fu consegnato il secondo Oscar, Lowe fu la prima persona ad essere ringraziata. Nel gennaio del 2006 i due si separarono e, nonostante in molte interviste Swank avesse dichiarato di volersi riconciliare con il marito, nel maggio dello stesso anno i due annunciarono il divorzio.
A giugno 2016 ha interrotto la sua relazione con il suo insegnante di tennis Rubén Torres, che durava da circa un anno, e si è legata con l'uomo d'affari Philip Schneider che ha sposato nel giugno 2018.
Nel 2022, a 48 anni, annuncia di aspettare due gemelli dal marito.

## Filmografia

### Attrice

#### Cinema
- Buffy l'ammazzavampiri (Buffy the Vampire Slayer), regia di Fran Rubel Kuzui (1992)
- Karate Kid 4 (The Next Karate Kid), regia di Christopher Cain (1994)
- A volte ritornano ancora (Sometimes They Come Back...Again), regia di Adam Grossman (1996)
- Scacco all'organizzazione (Kounterfeit), regia di John Mallory Asher (1996)
- Lolita - I peccati di Hollywood (Quiet Days in Hollywood), regia di Josef Rusnak (1997)
- Il cuore della foresta (Heartwood), regia di Lanny Cotler (1998)
- Boys Don't Cry, regia di Kimberly Peirce (1999)
- The Gift, regia di Sam Raimi (2000)
- L'intrigo della collana (The Affair of the Necklace), regia di Charles Shyer (2001)
- Insomnia, regia di Christopher Nolan (2002)
- The Core, regia di Jon Amiel (2003)
- Ore 11:14 - Destino fatale (11:14), regia di Greg Marcks (2003)
- Red Dust, regia di Tom Hooper (2004)
- Angeli d’acciaio (2004)
- Million Dollar Baby, regia di Clint Eastwood (2004)
- Black Dahlia, regia di Brian De Palma (2006)
- Freedom Writers, regia di Richard LaGravenese (2007)
- I segni del male (The Reaping), regia di Stephen Hopkins (2007)
- P.S. I Love You, regia di Richard LaGravenese (2007)
- Birds of America - Una famiglia incasinata (Birds of America), regia di Craig Lucas (2008)
- Amelia, regia di Mira Nair (2009)
- Conviction, regia di Tony Goldwyn (2010)
- The Resident, regia di Antti Jokinen (2011)
- Capodanno a New York (New Year's Eve), regia di Garry Marshall (2011)
- The Homesman, regia di Tommy Lee Jones (2014)
- Qualcosa di buono (You're Not You), regia di George C. Wolfe (2014)
- La truffa dei Logan (Logan Lucky), regia di Steven Soderbergh (2017)
- 55 passi (55 Steps), regia di Bille August (2017)
- What They Had, regia di Elizabeth Chomko (2018)
- I Am Mother, regia di Grant Sputore (2019)
- The Hunt, regia di Craig Zobel (2020)
- Fatale - Doppio inganno (Fatale), regia di Deon Taylor (2020)
- The Good Mother, regia di Miles Joris-Peyrafitte (2023)
- Il miracolo di Sharon (Ordinary Angels), regia di Jon Gunn (2024)

#### Televisione
- ABC TGIF – serie TV (1990)
- Harry e gli Henderson (Harry and the Hendersons) – serie TV, 1 episodio (1991)
- Evening Shade – serie TV, 2 episodi (1991-1992)
- Genitori in blue jeans (Growing Pains) – serie TV, 2 episodi (1991-1992)
- Camp Wilder – serie TV, 19 episodi (1992)
- Victim of Rage (Cries Unheard: The Donna Yaklich Story), regia di Armand Mastroianni – film TV (1994)
- Terror in the Family, regia di Gregory Goodell – film TV (1996)
- Prove mortali (Dying to Belong), regia di William A. Graham – film TV (1997)
- Delitto senza movente (The Sleepwalker Killing), regia di John Cosgrove – film TV (1997)
- Leaving L.A. – serie TV, 6 episodi (1997)
- Beverly Hills 90210 – serie TV, 16 episodi (1997-1998)
- Angeli d'acciaio (Iron Jawed Angels), regia di Katja von Garnier – film TV (2004)
- Mary e Martha (Mary and Martha), regia di Phillip Noyce – film TV (2013)
- Trust – serie TV, 10 episodi (2018)
- Away – serie TV, 10 episodi (2020)
- Daily Alaskan (Alaska Daily) – serie TV, 11 episodi (2022-2023)
- Yellowjackets – serie TV, episodi 3x08-3x09 (2025)

#### Cortometraggi
- The Audition, regia di Chad Lowe (2000)
- The Space Between, regia di Chad Lowe (2002)

### Doppiatrice
- BoJack Horseman - serie TV, 5 episodi (2019)

### Produttrice
- Ore 11:14 - Destino fatale (11:14), regia di Greg Marcks (2003)
- Beautiful Ohio, regia di Chad Lowe (2006)
- Freedom Writers, regia di Richard LaGravenese (2007)
- Amelia, regia di Mira Nair (2009)
- Conviction, regia di Tony Goldwyn (2010)
- The Resident, regia di Antti Jokinen (2011)
- Something Borrowed - L'amore non ha regole (Something Borrowed), regia di Luke Greenfield (2011)
- Qualcosa di buono (You're Not You), regia di George C. Wolfe (2014)
- What They Had, regia di Elisabeth Chomko (2018)
- The Good Mother, regia di Miles Joris-Peyrafitte (2023)

## Riconoscimenti
- Premi Oscar
  - 2000 – Miglior attrice per Boys Don't Cry
  - 2005 – Miglior attrice per Million Dollar Baby
- Golden Globe
  - 2000 – Migliore attrice in un film drammatico per Boys Don't Cry
  - 2005 – Migliore attrice in un film drammatico per Million Dollar Baby
  - 2005 – Candidatura alla miglior attrice in una mini-serie o film per la televisione per Angeli d'acciaio
  - 2023 – Candidatuta alla miglior attrice in una serie drammatica per Daily Alaskan[7]
- BAFTA
  - 2001 – Candidatura alla migliore attrice protagonista per Boys Don't Cry
- Screen Actors Guild Award
  - 2000 – Candidatura alla migliore attrice cinematografica per Boys Don't Cry
  - 2005 – Migliore attrice cinematografica per Million Dollar Baby
  - 2005 – Candidatura alla migliore attrice in un film televisivo o miniserie per Angeli d'acciaio
  - 2011 – Candidatura alla migliore attrice cinematografica per Conviction
- Critics' Choice Awards
  - 2000 – Miglior attrice per Boys Don't Cry
  - 2005 – Miglior attrice per Million Dollar Baby
- Independent Spirit Awards
  - 2000 – Miglior attrice protagonista per Boys Don't Cry
- Locarno Film Festival
  - 2019 – Leopard Club Award alla carriera
- Satellite Awards
  - 2000 – Migliore attrice in un film drammatico per Boys Don't Cry
  - 2005 – Migliore attrice in un film drammatico per Million Dollar Baby

### Altri premi
- due Boston Society of Film Critics Award per la migliore attrice, per Boys Don't Cry (1999) e Million Dollar Baby (2005)
- Central Ohio Film Critics Association Award per la miglior performance da protagonista, per Million Dollar Baby (2005)
- Kansas City Film Critics Circle Award per la migliore attrice, per Million Dollar Baby (2005)
- Central Ohio Film Critics Association Award per la migliore attrice per Million Dollar Baby (2005)
- Dallas-Fort Worth Film Critics Association Award per la miglior attrice per Boys Don't Cry e Million Dollar Baby (2005)
- Florida Film Critics Circle Award alla miglior attrice per Boys Don't Cry (2000) e Million Dollar Baby (2004)
- National Society of Film Critics Awards alla miglior attrice per Million Dollar Baby (2005)
- Phoenix Film Critics Society Award per la miglior attrice per Million Dollar Baby (2004)
- Sant Jordi Award alla miglior attrice straniera per Million Dollar Baby (2006)
- Chicago Film Critics Association Award per la migliore attrice per Boys Don't Cry (1999)
- National Board of Review Award alla miglior performance rivelazione femminile per Boys Don't Cry (2000)
- Las Vegas Film Critics Society Award per la migliore attrice per Boys Don't Cry (2000)
- Las Vegas Film Critics Society Award per la m miglior promessa femminile per Boys Don't Cry (2000)
- Los Angeles Film Critics Association Award alla miglior attrice per Boys Don't Cry (2000)
- New York Film Critics Circle Award alla miglior attrice protagonista per Boys Don't Cry (1999)
- Southeastern Film Critics Association Awards alla miglior attrice protagonista per Boys Don't Cry (2000)
- Hugo d'argento alla miglior attrice al Chicago International Film Festival per Boys Don't Cry (1999)
- Premio per la miglior attrice protagonista al Festival del cinema di Stoccolma per Boys Don't Cry (1999)
- Chlotrudis Awards alla miglior attrice protagonista per Boys Don't Cry (2000)
- Premio della miglior attrice protagonista al Gijón International Film Festival per Boys Don't Cry (1999)
- Premio del miglior lungometraggio (condiviso con Kimberly Peirce) al Molodist International Film Festival per Boys Don't Cry (2000)
- Online Film & Television Association alla miglior attrice protagonista per Boys Don't Cry (2000)
- Santa Fe Film Critics Circle Awards alla miglior attrice per Boys Don't Cry (2000)
- Toronto Film Critics Association Awards alla miglior performance femminile per Boys Don't Cry (1999)
- Village Voice Film Poll alla miglior performance per Boys Don't Cry (1999)
- Hollywood Film Award per la migliore attrice per Amelia (2009)

## Doppiatrici italiane
Nelle versioni in italiano delle opere in cui ha recitato, Hilary Swank è stata doppiata da:
- Laura Lenghi in Lolita - I peccati di Hollywood, Red Dust, Million Dollar Baby, Black Dahlia, P.S. I Love You, Amelia, The Resident, Capodanno a New York, Mary e Martha, The Homesman, La truffa dei Logan, 55 passi, What They Had, Trust, I Am Mother, The Hunt, Fatale - Doppio inganno, Away, Daily Alaskan, The Good Mother, Yellowjackets
- Eleonora De Angelis in Karate Kid 4, The Gift, The Core
- Francesca Fiorentini in Beverly Hills 90210, Freedom Writers
- Claudia Catani ne L'intrigo della collana, I segni del male
- Chiara Colizzi in Insomnia, Qualcosa di buono
- Monica Ward in Prove mortali
- Tatiana Dessi in Boys Don't Cry
- Laura Latini in Ore 11:14 - Destino fatale
- Giuppy Izzo in Angeli d'acciaio
- Rachele Paolelli in Birds of America - Una famiglia incasinata
- Anna Charlotte Barbera ne Il miracolo di Sharon

Da doppiatrice è sostituita da:
- Alessio Puccio in BoJack Horseman